# Theodor Hänsch
Theodor Wolfgang Hänsch (Heidelberg, 30 oktober 1941) is een Duits natuurkundige die in 2005 samen John Hall de helft van de Nobelprijs voor de Natuurkunde kreeg "voor hun bijdragen aan de ontwikkeling van precisiespectroscopie met behulp van lasers, inclusief de optische frequentiekamtechniek". De andere helft van de Nobelprijs ging naar Roy Glauber.

## Biografie
Hänsch is de zoon van Karl en Marta Hänsch. Na het afronden van het Helmholtz Gymnasium in zijn geboortestad ging hij in 1961 naar de Ruprecht-Karls-universiteit. Hij promoveerde er in 1969 met de dissertatie "Zur Wechselwirkung zweier Laser-Lichtfelder mit angeregten Neon-Atomen".
Aansluitend ging hij met een studiebeurs naar Arthur Schawlow aan de Stanford-universiteit. Hänsch had Schawlow, die in 1981 de Nobelprijs won voor zijn bijdrage in de ontwikkeling van laserspectroscopie, eerder op een zomerschool in Schotland leren keren. Gedurende zijn tijd als postdoc onderzocht Hänsch samen met Schawlow verschillende probleemstellingen van de laserfysica; beide werden voor hun werk onderscheiden in 1973 als California Scientist of the Year. Twee jaar later verkreeg hij zijn eigen leerstoel bij Stanford.
Onder zijn studenten bevond zich onder andere Carl Wieman, die in 1977 aan Stanford promoveerde en in 2001 de Nobelprijs voor de Natuurkunde verkreeg. Een andere student van hem was Steve Jobs, de latere oprichter van Apple Inc., die hij onderwees in elektriciteit en magnetisme.
In 1986 werd Hänsch benoemd tot directeur en wetenschappelijk lid van het Max-Planck-Institute für Quantenoptik en hoogleraar experimentele fysica aan de Ludwig Maximilians-Universiteit in München. Daarnaast is hij sinds 1991 gewoon lid van de Bayerische Akademie der Wissenschaften, sinds 2005 lid van de Mathematisch-Natuurwetenschappelijke Klasse van de Berlin-Brandenburgischen Akademie der Wetenschappen en sinds 2008 lid van de Ordens Pour ls Mérite voor Wetenschap en Kunst te Berlijn.

## Werk
Hänsch was van het begin af aan werkzaam op het gebied van de experimentele laserfysica en de kwantumoptica, waarbij hij de ontwikkeling van dit vakgebied toonaangevend heeft beïnvloed. Tot zijn belangrijkste onderzoekswerk behoort de frequentiekam, welke op basis van interferentie de mogelijk biedt om met zeer hoge nauwkeurigheid de frequentie van het licht te bepalen. Voor de ontwikkeling van deze frequentiekam in combinatie met zijn overige prestaties in de laserspectroscopie ontving hij in 2005 de Nobelprijs voor de Natuurkunde.
Daarnaast is hij mede-uitvinder van het proces van laserkoeling, een methode waarbij atomen met lasers worden 'afgekoeld' tot nabij het absolute nulpunt. Een proces dat noodzakelijk was in de experimenten om het eerste bose-einsteincondensaat te verkrijgen.

## Erkenning
Naast de Nobelprijs werd Hänsch voor zijn werk ook onderscheiden met onder andere de Comstock Prize in Physics (1983) van de National Academy of Sciences. De Albert A. Michelson Award (1986) van het Franklin Institute, de Leibnizprijs (1989), de Matteucci Medal (2001), de Otto-Hahn-Preis (2005) en de Frederic Ives Medal (2005) van de Optical Society of America.